# Brechmoidion
Brechmoidion is een kevergeslacht uit de familie van de boktorren (Cerambycidae). De wetenschappelijke naam van het geslacht werd voor het eerst geldig gepubliceerd in 1969 door Martins.

## Soorten
Brechmoidion omvat de volgende soorten:
- Brechmoidion exicisifrons (Martins, 1960)
- Brechmoidion falcatum Napp & Martins, 1985
- Brechmoidion separatum Martins & Galileo, 2007